# Tomàs Grau i Garriga
Tomàs Grau i Garriga (Sant Cugat del Vallès, 1926 - Sant Cugat del Vallès, 10 de gener de 2016) fou pagès, comerciant i cronista local sobre la història i tradicions de Sant Cugat.

## Biografia
Tomàs Grau va néixer al carrer de Sant Antoni de Sant Cugat, a l'edifici on actualment hi ha la seu de TOT Sant Cugat. Fill de Josep Grau Rodó, Pepet, i Maria Garriga Esteve i net de Jaume Grau Ricart. Era el germà gran dels tres fills del matrimoni : ell, l'artista Josep Grau-Garriga i en Jaume. Era pare de dos fills: Ramon Grau, editor del TOT Sant Cugat, i en Josep. Va treballar fins als 30 anys de pagès, posteriorment va anar a treballar a una fàbrica d'embalatges de Cerdanyola del Vallès. Fins que es va afegir al negoci que havien obert la seva mare i dona al carrer de Sant Antoni. Era una botiga que feia una mica de tot : fleca, carnisseria, polleria, xarcuteria, fruiteria...
A partir de la dècada del 1980 va col·laborar escrivint setmanalment la secció Mirant enrere en la revista Tot Sant Cugat, on també publicà diversos reportatges. També va col·laborar a Cugat.cat en la tertúlia dels grans del magazín radiofònic 'Sant Cugat a fons', on compartia l'estudi amb Joan Fàbregas, Pere Pahisa, Magí Puigoriol i Jordi Franquesa.
Va ser membre de la Penya Regalèssia, per tant l'any 2014 va ser distingit com a fill predilecte de Sant Cugat amb els altres membres, també va ser fundador de l'Associació per la Preservació del Patrimoni Cultural de Sant Cugat (APAC). També va estar a les juntes directives de La Unió Santcugatenca, d'on era President Honorífic. Va ser membre del Celler Cooperatiu de Sant Cugat.
L'any 2014 va ser precisament l'encarregat de fer el pregó de la Festa Major, com a membre de la Penya Regalèssia.

## Obra
- La vinya i el blat a Sant Cugat (1996),
- Les masies de Sant Cugat (1996),
- El desertor (2003) : Aquesta narració explica la vida d'un jove de vint anys amb anhels de superació i ganes de trencar motlles, en una època d'adversitats, i tots els entrebancs que va haver de superar per canviar una forma de vida que no l'atreia en cap sentit.
- Mirant enrere: personatges i costums del meu Sant Cugat (2011).
- Sant Cugat 100 anys: 1900-2000.
- Sant Cugat, un passeig per l'ahir i 'avui. També va coordinar i escriure els quatre volums dels llibres de fotografies antigues i actuals , editat pel TOT Sant Cugat.

## Arxiu fotogràficTomàs Grau-Premsa Local
L'any 2011 el grup de comunicació Premsa Local va cedir a l'Ajuntament de Sant Cugat l'arxiu fotogràfic del grup de comunicació local que va des del 1985 al 2005 i que s'anirà ampliant a mesura que passin els anys. Aquesta cessió va ser signat per Ramon Grau i Mercè Conesa. Consta de 200.000 documents (entre imatges i negatius) i ara correspon a l'Arxiu Municipal fer la tasca de la selecció, classificació i digitalització. El nom del fons s'anomena Tomàs Grau en reconeixement de qui va ser el promotor i la primera persona que va organitzar l'arxiu fotogràfic quan totes les fotos encara eren en paper.